# Cannabis (usage récréatif)
Cet article concerne le cannabis à usage récréatif. Pour l'usage médical, voir Cannabis médical. Pour le genre botanique et les généralités sur les chanvres, voir Cannabis. Pour l'espèce botanique, voir Cannabis sativa.
Pour les articles homonymes, voir Chanvre (homonymie).

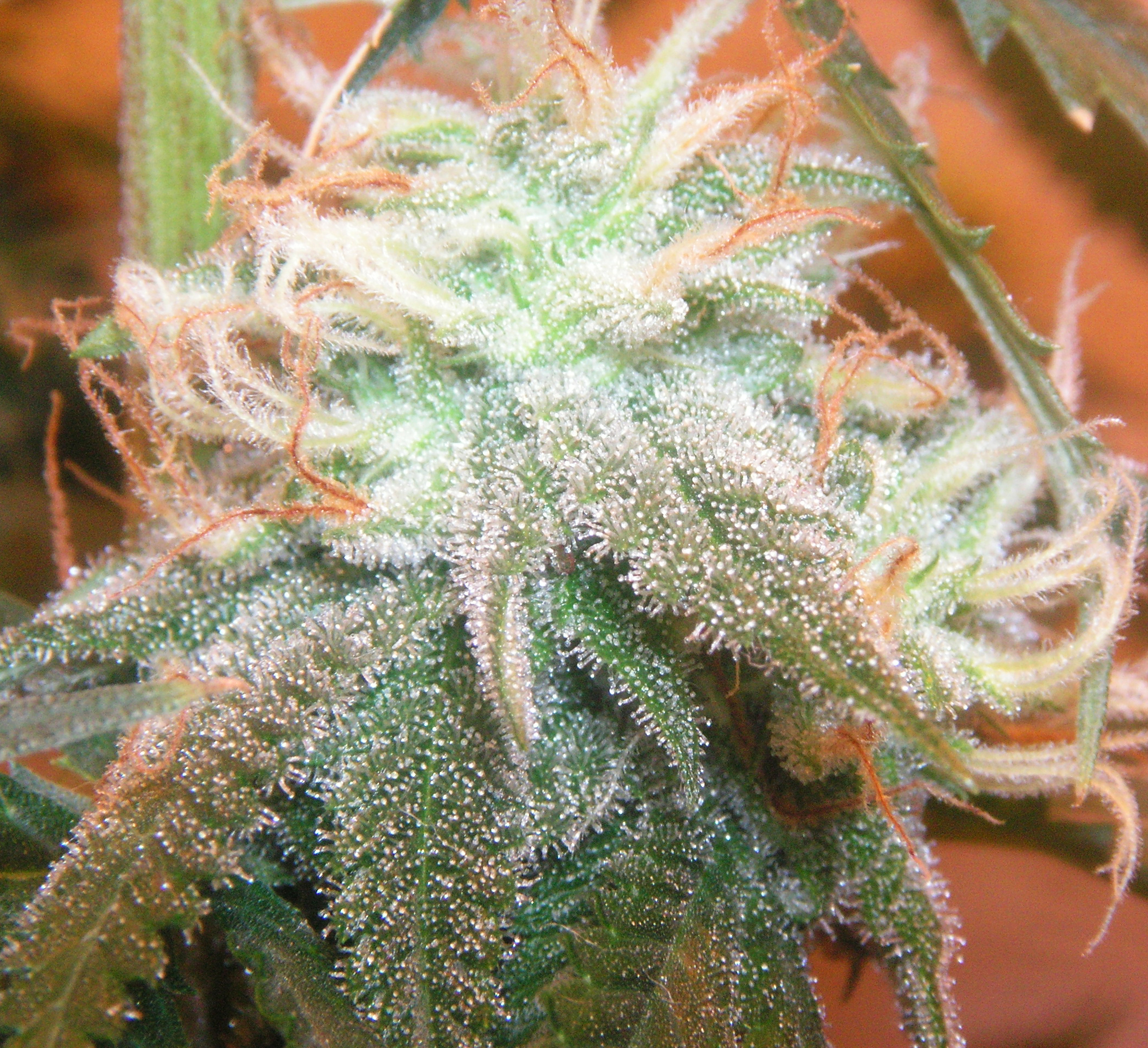
Fleurs de plante femelle du genre végétal Cannabis avec des trichomes visibles.

Le cannabis se présente sous forme de fleurs, de feuilles, de résine ou d'huile. Le nom commun « cannabis », calqué sur le latin, se réfère principalement en français contemporain à l'utilisation des plantes du genre végétal éponyme (le genre Cannabis) pour leurs effets psychoactifs et médicinaux. Le principal constituant psychoactif présent dans ces plantes est le tétrahydrocannabinol (THC), parmi les 483 composés connus, dont au moins 84 autres cannabinoïdes, tels que le cannabidiol (CBD), le cannabinol (CBN), et la tétrahydrocannabivarine (THCV). L'usage du cannabis comme substance récréative a progressivement mis au point diverses recettes, préparations et modes de consommation.
Les recherches sur la dangerosité de la marijuana pour les populations, bien que toujours controversées au XXIe siècle, ont conduit à son inscription comme étant une drogue dans la convention unique sur les stupéfiants de 1961. Ainsi, la détention, le commerce, la promotion et la consommation de marijuana ont été interdits au cours du XXe siècle dans la majorité des pays du monde. Le cannabis reste malgré cela très consommé comme psychotrope, notamment en Amérique du Nord et en Europe.

## Étymologie et dénominations
Le mot cannabis serait issu du grec κάνναβις kánnabis, « chanvre » emprunté aux Scythes, également emprunté en persan sous la forme polytonique کنب (kanab), en arabe قنب (qunneb), en slavon konopia, lié à konopí, en germanique hanapiz, lié à hemp et Hanf. Il faut remarquer toutefois que Alexandre de Théis et Jacob Golius soulignent que le mot polytonique قنب (qaneb) est connu de temps immémorial chez les Arabes, et tandis que le naturaliste français Édouard Grimard est persuadé que le mot est soit de l’arabe qaneb (« chanvre »), soit du celtique can ab (« petit roseau »), Antoine-Paulin Pihan, lui, considère que chanvre, chènevis et cannabis viennent tous de l’étymon arabe. C’est également l’avis des co-auteurs de l’anthologie Le Livre du cannabis (Tigrane Hadengue, Hugo Verlomme, Michka, Saskia Van den Bosch).
Le cannabis est parfois surnommé « l'or vert »  . Il est aussi connu dans le langage populaire sous des dizaines de surnoms plus ou moins imagés comme :
- le cannabis récréatif en général : cannabis, chanvre récréatif, chanvre indien ;
- les fleurs (et feuilles) : marijuana, weed, ganja, beuh, pot (en français québécois), zamal (en créole réunionnais) ;
- la résine (et autres parties pressées) : haschich, hasch, double H, shit, kif, jaune, mousseux ; frozen ; 3x filtré ;
- la cigarette roulée : joint, bedo, pétard, spliff (anglicisme employé lors de mélange de cannabis avec du tabac) ;
- l’huile de cannabis.

## Biologie et culture
D'après les recherches[Lesquelles ?] récentes[Quand ?], et bien que les auteurs soient encore hésitants sur la séparation en plusieurs espèces distinctes, il s'agirait plus probablement d'une seule et même plante : l'espèce végétale Cannabis sativa, avec de nombreuses variantes. Dans les milieux industriels ou agricoles, c'est de préférence le mot français chanvre qui est utilisé au XXIe siècle pour désigner les plants ou la matière qu'ils produisent. C'est le taux de tétrahydrocannabinol présent dans chaque variété botanique ou cultivars de Cannabis sativa qui détermine si elle est utilisée comme chanvre à usage agricole ou bien pour ses substances chimiques. De par le monde, on a ainsi sélectionné progressivement un grand nombre de lignées de cannabis en fonction de l'usage que l'on souhaite en faire ou des réglementations locales.

### Histoire

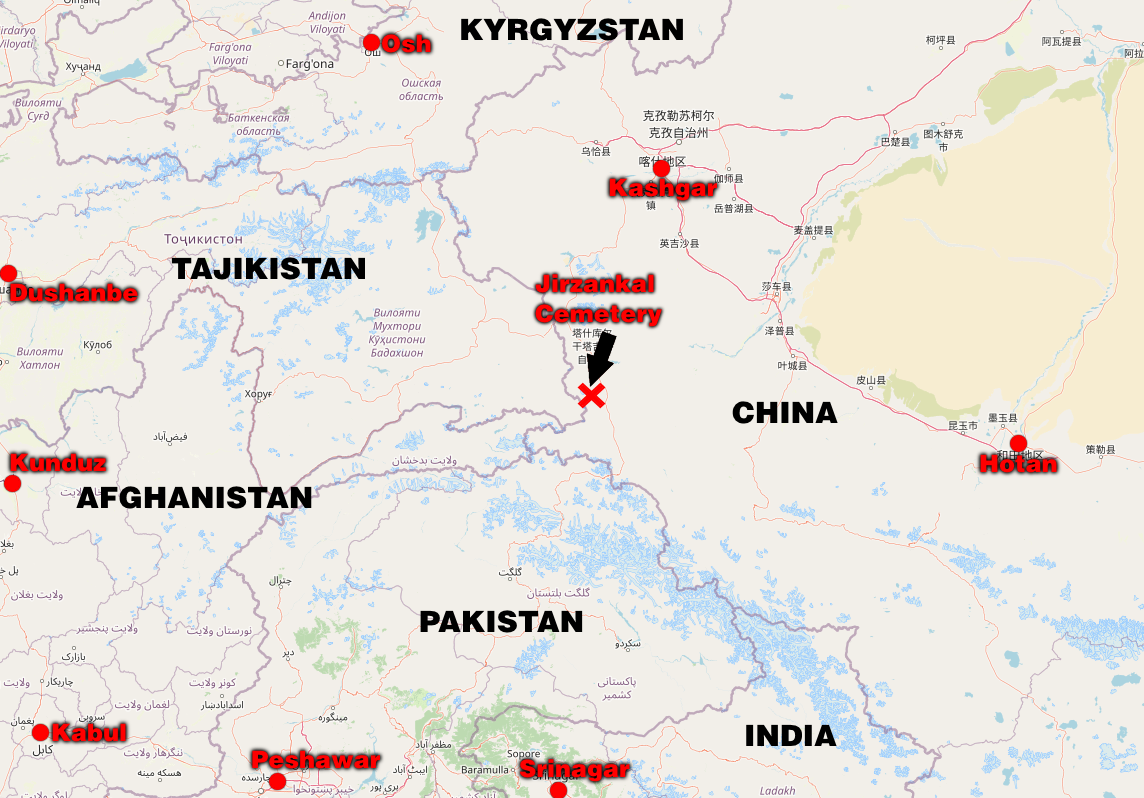
Carte actuelle du cimetière de Jirzankal (Pamir, Chine), site des premières preuves de la consommation de cannabis

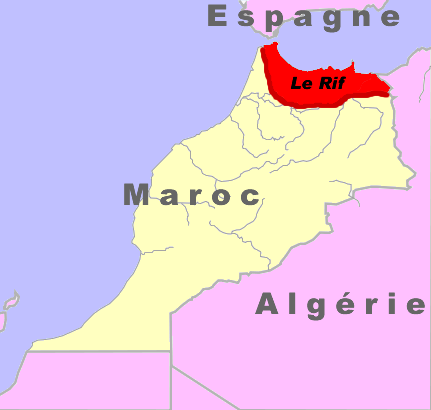
Localisation du Rif, premier lieu de production et de transformation au monde.

Le Maroc est le premier producteur mondial de cannabis.
Le cannabis consommé en Europe provient principalement de la région du Rif, une région montagneuse située dans le Nord du Maroc. Le chanvre serait cultivé dans le Rif depuis le VIIe siècle, soit depuis plus d'un millénaire. Le cannabis marocain est appelé le kîf (venant du mot katf, garrot, qui sert à lier), peut être issu des rameaux d'herbes liés et conditionnés pour le séchage. En arabe ou dialecte marocain (darija), il peut être aussi appelé zatla, hashish, zakataka, al hasha, al hanchla, flitoxa, ghalghoula, aachour, tbisla, frimija, etc. après transformation en drogue.

## Cannabinoïdes dans la plante
Plus de soixante cannabinoïdes sont recensées dans les différents cultivars de Cannabis. Le tétrahydrocannabinol (THC), le cannabidiol (CBD) et le cannabinol (CBN) sont les plus répandues des cannabinoïdes. La biosynthèse du (CBD) et du (THC) se fait directement dans des glandes spécialisées présentes sur toutes les parties aériennes (trichome) de la plante, alors que le (CBN) résulte de l'oxydation du (THC) à la suite de l'exposition prolongée à l'air et/ou au soleil. Le développement de ces glandes débute avec la formation des bractées. Sur un autre plan, nous pouvons notifier que les facteurs régulant la production de cannabinoïdes ne sont que partiellement connus de nos jours.
Dès lors, on recense plusieurs recherches scientifiques sur les caractéristiques de ces cannabinoïdes :
- Il est prouvé par Haney et Kutscheid que le stress environnemental augmente de manière importante la quantité de Δ 9-tetrahydrocannabinol. (Haney and Kutscheid, 1973 ; Coffman and Gentner, 1975)[9] ;
- Latta et Eaton démontrent que les cannabinoïdes jouent le rôle d'agents défensifs, contre la dessiccation, les parasites, les UV-B, le froid et les micro-organismes (Latta and Eaton, 1975)[10].

## Usage psychotropique
Le chanvre est largement utilisé pour les propriétés dysleptiques induites notamment par la présence de tétrahydrocannabinol (THC). C'est le cas essentiellement de trois des quatre sous-espèces qui peuvent être consommées directement après la récolte incluant cannabis sativa, cannabis indica et cannabis afghanica.
La sous-espèce Cannabis ruderalis, essentiellement cultivée pour la production de chanvre textile, ne contient pas suffisamment de THC pour provoquer des effets psychotropes. Elle n'est utilisée par les cultivateurs de cannabis que pour effectuer des croisements en vue d'obtenir une meilleure résistance et une floraison plus précoce. Actuellement, presque tous les cultivars utilisés pour l'auto-consommation sont des hybrides de ces quatre espèces. Pour la production d'hybrides, les sous-espèces cannabis indica et cannabis sativa sont essentiellement utilisées.

### Modes de consommation

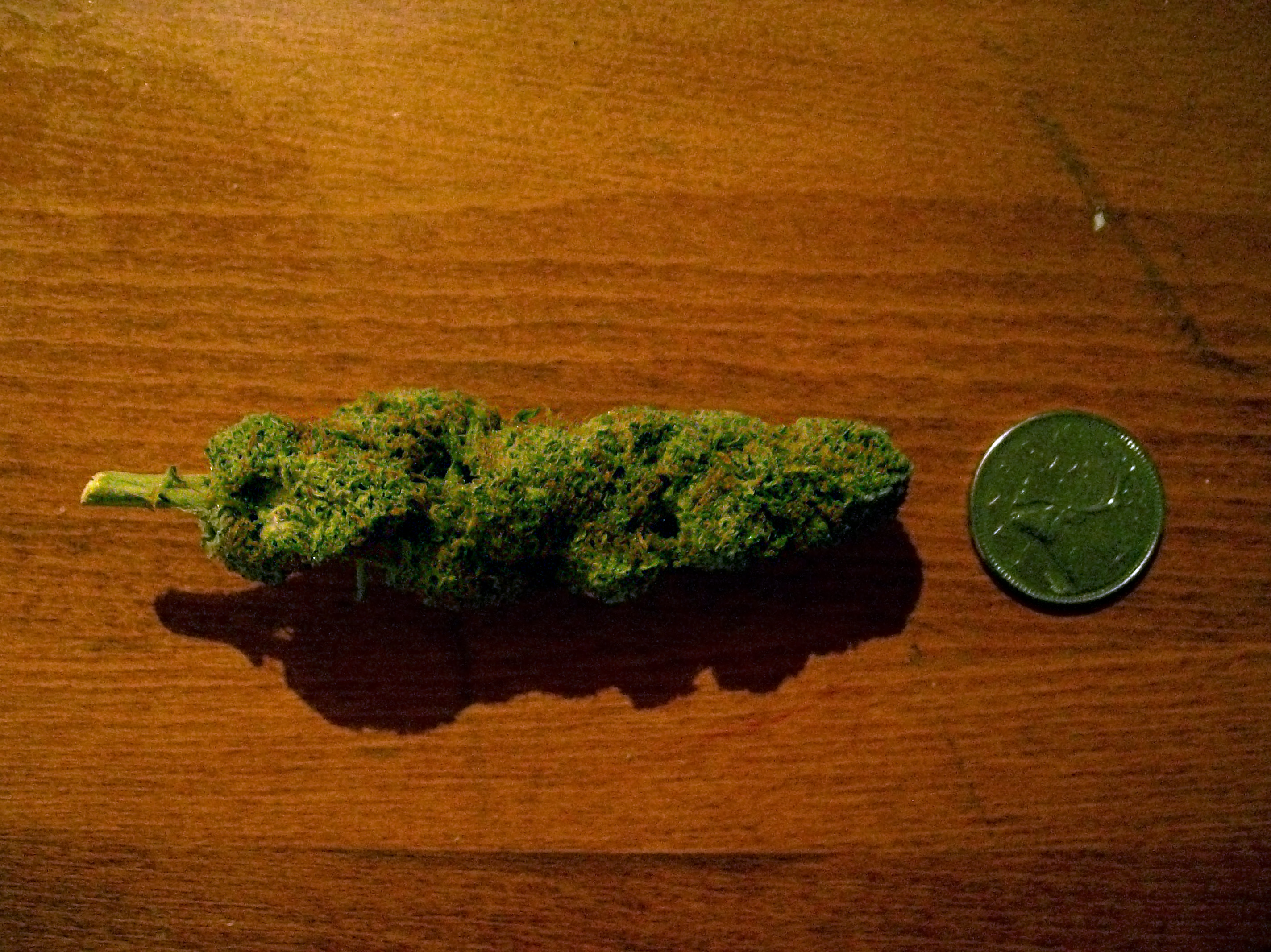
Exemple de « tête » de cannabis.

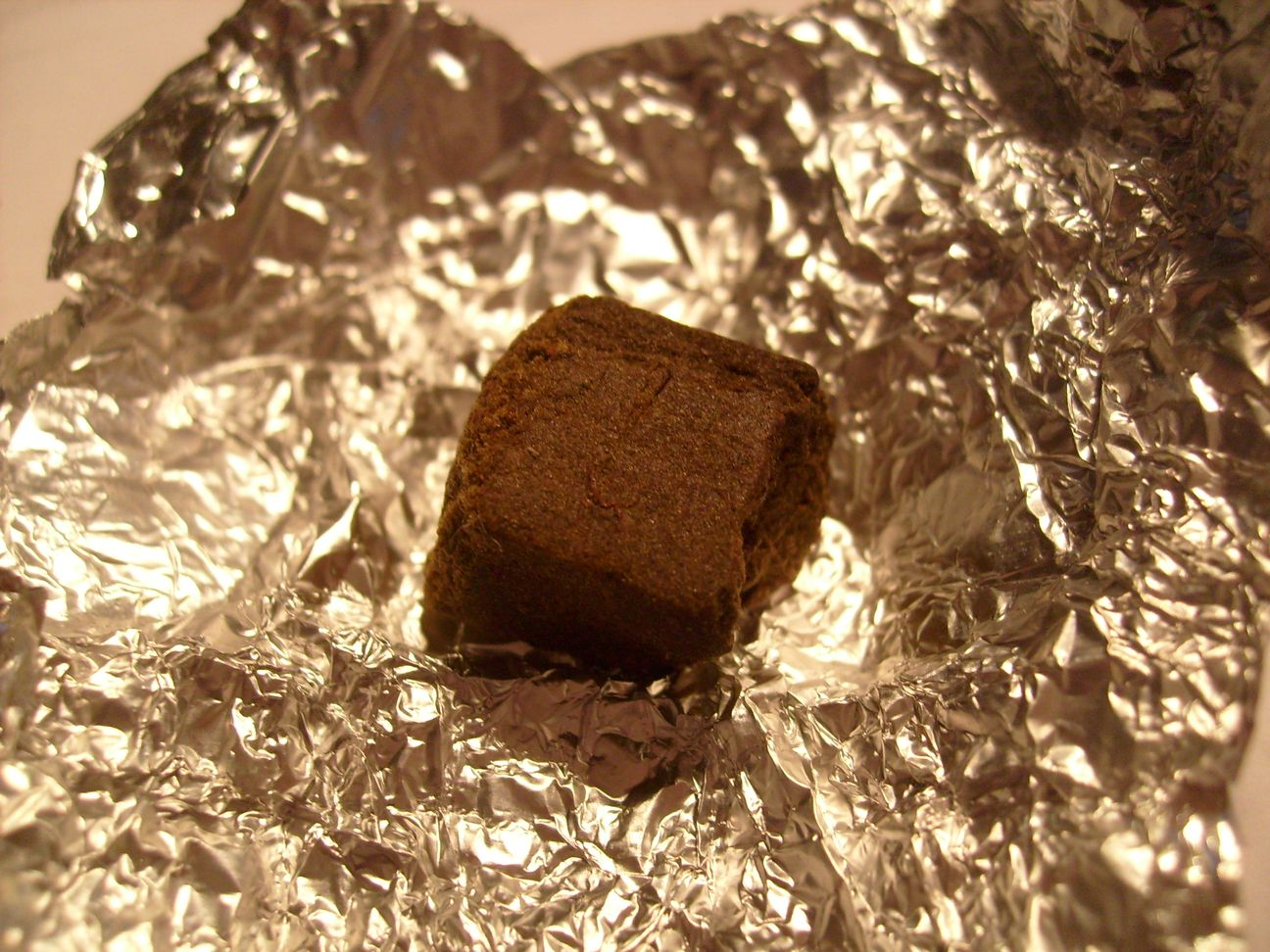
Un morceau de haschich.

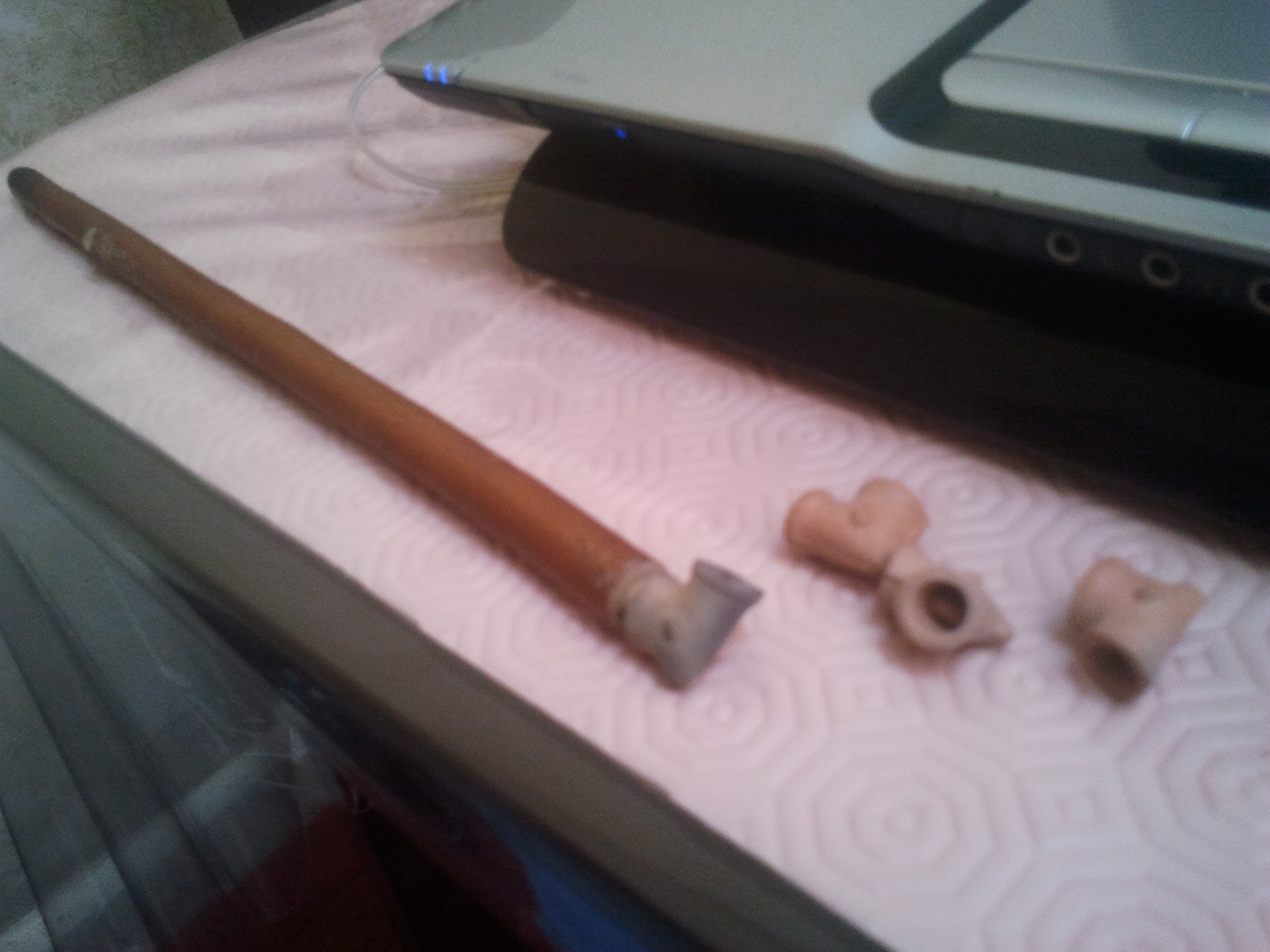
Une sebsi (Maroc).

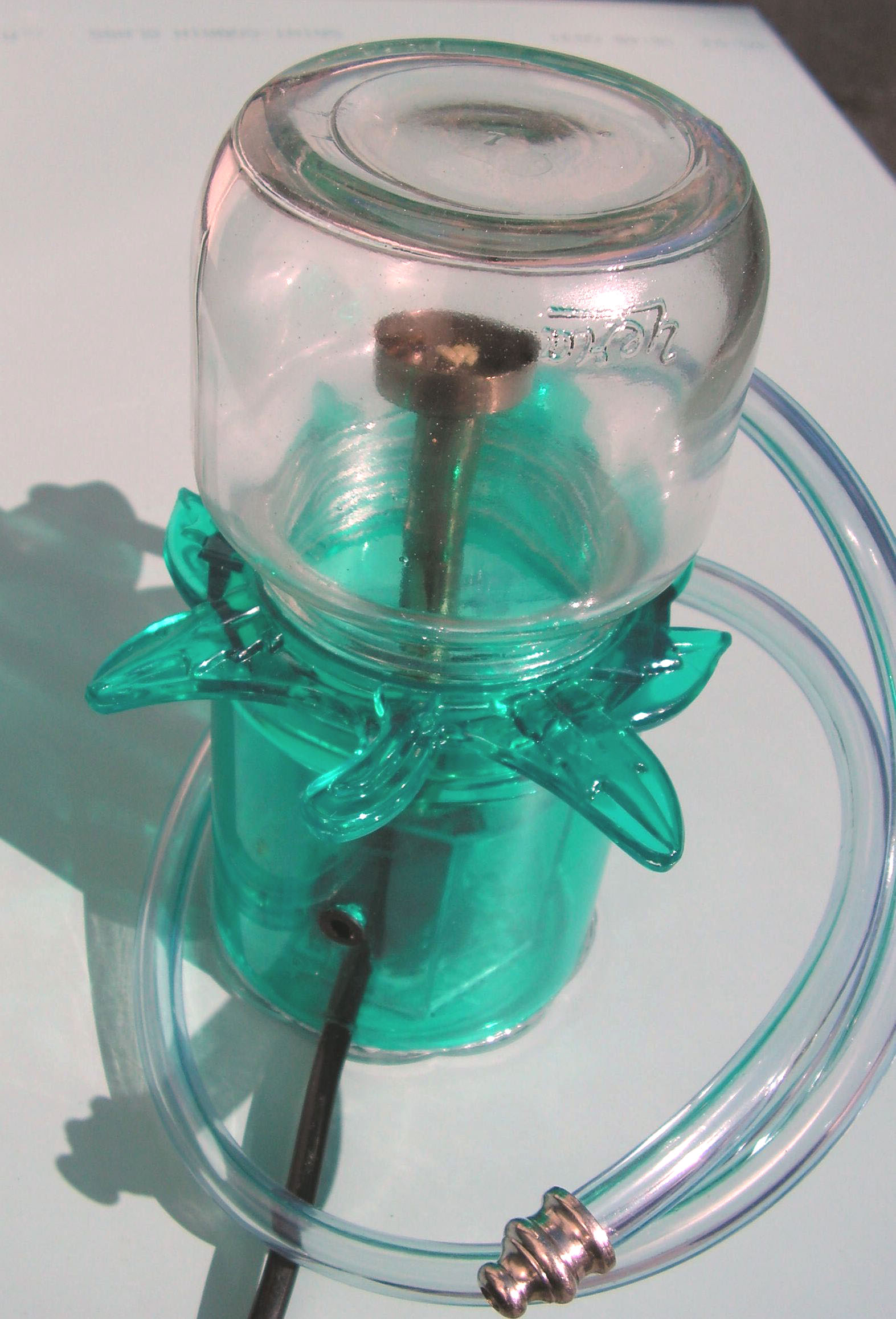
Vaporisateur avec tube flexible.

Le cannabis peut se présenter sous différentes formes :
- fleurs séchées femelles (5-25 % THC) (qui forment les « têtes » ou « cocottes »), appelées « marijuana », ou des feuilles séchées (habituellement, les feuilles de la couronne fleurie des plantes femelles, appelées « feuilles de manucure ») ;
- huile de haschich (60-90 % THC), concentré issu d'une extraction à l'aide de solvants (généralement solvant apolaire car le THC est soluble dans ceux-ci). Les feuilles sont mélangées au solvant pendant quelques minutes puis retirées par filtration. Le solvant est ensuite évaporé pour laisser apparaître l'huile ;
- pollen (~30 % THC), aussi appelé skuff, appelé ainsi par analogie avec le pollen des botanistes mais qui n'a en réalité rien à voir : le vrai pollen de la plante, poussière jaune produite par les pieds mâles au moment de leur reproduction, ne contient pas de substance active. Il s'agit ici de la poudre résineuse obtenue en battant des ballots de tissus remplis de fleurs de cannabis (têtes). La poudre, composée de billes de résines microscopique ainsi récupérée, est ensuite compactée en bloc, ce qui donne le haschich.

Le cannabis est généralement consommé dans des cigarettes artisanales appelées « joints », « pétards », « spliff », « boze », « tar-pé », ou « cigarettes magiques ». D'autres modes de consommation existent :
- pipe, chillum, etc., avec ou sans tabac ;
- « bang » (ou « bong »), une pipe à eau à travers laquelle la fumée est refroidie et filtrée avant d'arriver aux poumons : la quantité aspirée est plus importante et les effets plus rapides et plus intenses qu'avec un joint ;
- gâteaux (« space cakes », plus généralement « edibles ») : contrairement à l'inhalation où les molécules passent dans le sang via les poumons, l'ingestion va faire passer les principes actifs via le foie. L'apparition des effets est plus long, entre 30 minutes et 2 heures mais ceux-ci sont plus intenses car presque l'intégralité du THC ingéré va être ressenti (contre 50% par inhalation) mais aussi parce que les métabolites produits par le foie (11-hydroxy-THC) sont plus puissants[15]. Les effets durent également plus longtemps (entre 6 et 12 heures) ;
- vaporisation : ce mode de consommation est présenté comme sain, comme les gâteaux, car il ne présente pas les dangers liés aux produits de combustion addictogènes et cancérigènes : goudrons, oxyde de carbone, etc. Le principe est de faire circuler de l'air chaud à une température inférieure à la température de combustion de la cellulose (env. 230°C). Les cannabinoïdes volatiles (entre 150°C et 210°C) contenus dans les fleurs vont ainsi être extraits et inhalés. Par ailleurs la quantité de cannabis nécessaire est moins importante car le THC n'est pas détruit par la chaleur de la combustion. C'est le mode de consommation privilégié par les utilisateurs de cannabis à des fins thérapeutiques.

### Dangerosité, comparée à celle d'autres substances
Il est difficile de comparer la dangerosité de psychotropes car leurs toxicité et effets varient selon les usages, doses, fréquences, modes de consommation, raisons de la consommation (récréative ou médicale par exemple), contexte social, des combinaisons de produits, de l'état de santé du consommateur etc. Les classifications dépendent des caractéristiques comparées (addictivité, nocivité et autres effets sur le comportement).
À partir du moment où le mode de consommation du cannabis est sain, c'est-à-dire sans combustion (vaporisation, ingestion), le cannabis est régulièrement présenté comme moins dangereux que l'alcool ,. L'alcool ne contient qu'une substance active, l'éthanol, alors que le cannabis contient plusieurs cannabinoïdes actifs. L'élimination de l'alcool du corps est relativement rapide alors que les composés actifs du cannabis, accumulés dans les tissus adipeux ont une demi-vie de plusieurs jours (4,3 jours en moyenne pour le THC éliminé principalement dans les selles). Cependant, alors qu'il existe une dose léthale d'alcool estimée à 4g par litre de sang (une bouteille d'1L à 40% d'alcool contient 315 grammes d'alcool pur) on estime qu'il est impossible de mourir par overdose de cannabis[réf. souhaitée]. Enfin, le cannabis (tant qu'il n'est pas fumé) même s'il peut laisser brumeux, ne provoque pas d'effet “gueule de bois”. Ces deux substances altèrent fortement la capacité à conduire un véhicule.
En 1998, Bernard Roques, professeur membre de l'Académie des sciences, présente un rapport portant, globalement, à la fois sur les propriétés pharmacologiques des psychotropes et sur les risques sanitaires et sociaux liés à leur consommation. Le rapport Roques classe les psychotropes selon leur effet neuropharmacologique, en :
- analgésiques-narcotiques ;
- stimulants psychomoteurs ;
- psychomimétiques ou hallucinogènes ;
- dépresseurs centraux ;
- anxiolytiques.

...avec une dangerosité évaluée selon trois critères :
- dangerosité pour le système nerveux central ;
- dangerosité individuelle/toxicité générale ;
- dangerosité interindividuelle/sociale.

Le tableau ci-dessous est extrait du tableau publié à la page 182 du Rapport sur la dangerosité des produits par le professeur Bernard Roques et adressé au Secrétaire d'État à la Santé de l'époque, M. Kouchner, à l'issue des Rencontres Nationales sur l'Abus de drogues et la toxicomanie (France, juin 1998).
| | Héroïne (opioïdes)[pas clair] | Alcool     | Tabac      | Cocaïne                  | MDMA                 | Psychostimulants              | Benzodiazépines | Cannabinoïde (Chanvre et dérivés) |
| --- | ----------------------------- | ---------- | ---------- | ------------------------ | -------------------- | ----------------------------- | --------------- | --------------------------------- |
| Dépendance physique | très forte                    | très forte | forte      | faible                   | très faible          | faible                        | moyenne         | faible                            |
| Dépendance psychique | très forte                    | très forte | très forte | forte mais intermittente | forte                | moyenne                       | forte           | faible                            |
| Neurotoxicité | faible                        | forte      | nulle      | forte                    | très forte (?)       | forte                         | nulle           | nulle                             |
| Toxicité générale | forte1                        | forte      | très forte | forte                    | éventuellement forte | forte                         | très faible     | très faible                       |
| Dangerosité sociale | très forte                    | forte      | faible     | très forte               | faible (?)           | faible (exceptions possibles) | faible2         | faible2                           |
| 1: nulle pour méthadone et morphine en usage thérapeutique[pas clair] 2 : sauf conduite automobile où la dangerosité devient alors très forte |                               |            |            |                          |                      |                               |                 |                                   |

Le professeur Nordmann, membre de l'Académie nationale de médecine, a en 2003 déclaré dans un rapport fait au Sénat que l'indication « neurotoxicité : 0 » concernant le cannabis dans le tableau récapitulatif du rapport Roques était une erreur, qui contredit d'ailleurs des constats faits dans le reste du document.

### Habitudes de consommation
Le cannabis est généralement consommé sous les formes suivantes :
- Marijuana : aussi dite marie-jeanne, puis pot, beuh ou herbe, elle est composée de fleurs et/ou de feuilles séchées et hachées du cannabis (feuilles proches des fleurs et en bon état) et fumée seule ou mélangée à du tabac. Elle peut être vaporisée ou mêlée à des pâtisseries (« space-cake »)[23] ou à des boissons, ce qui évite d'absorber les molécules issues de la combustion du haschisch et du tabac, source de risque fortement accru de pathologies respiratoires[24] et notamment pulmonaires[25],[26],[27], et notamment de cancers bronchiques[28], de la tête et des poumons[29] (« dans la marijuana, la teneur en goudrons atteint 40 à 56 mg, contre 12 mg pour le tabac »). Sa teneur en tétrahydrocannabinol (THC) varie de 0,1 à 25 % selon sa provenance et le mode de préparation ;
- Haschisch (ou hasch) : c'est la résine sécrétée par des glandes situées dans les fleurs et les feuilles du méristème apical du cannabis ; raclée et pressée en blocs, elle est généralement fumée, mélangée à du tabac en cigarette ou dans une pipe. Certains le mélangent à des aliments ou boissons. Ses effets sont plus forts que ceux de la marijuana, car sa teneur en THC varie entre 10 et 30 %. Le shit est un haschisch coupé ;
- Huile de cannabis : à ne pas confondre avec l'huile de chanvre (issue du pressage des graines de chanvre)[30], elle est extraite du haschisch au moyen d'un solvant organique (ensuite évaporé), c'est un concentré de THC (entre 60 et 80 %) et d'autres cannabinoïdes. Elle est fumée mélangée à du tabac ; dangereuse en raison de son taux très élevé en THC, et peu répandue[31].
- Huile essentielle de cannabis : peu répandue, elle est extraite de la plante par distillation et contient un taux très élevé de cannabinoïde et un arôme fort.

Inhalé avec la fumée, de 15 à 50 % du THC passe dans le sang ; ses effets durent de 45 minutes à 2 h 30. Certaines techniques visent à augmenter ces effets (aspiration de la fumée en inhalations courtes, en l'y laissant plus longtemps dans les poumons ; on dit qu'on « cogne » ou « compresse » [ou « konye » en créole] ; cette pratique est dite à « l'indienne » si pratiquée en groupe en faisant tourner le joint. Cette technique, récréative, n'augmenterait pas ou très peu les effets du cannabis car 95 % du THC inhalé traverse la barrière pulmonaire dès les premières secondes mais augmenterait le risque de cancer, car elle augmente le dépôt de goudron et d'autres toxines dans les poumons.
Le narguilé ou pipe à eau permet de fumer le cannabis tout en refroidissant la fumée. Supposé filtrer la fumée, le narguilé multiplie en réalité les quantités d'air et de toxines inhalées, car il impose d'aspirer plus profondément, faisant pénétrer les fumées plus profondément dans les alvéoles pulmonaires (partie la plus vulnérable et la plus importante du poumon, affectée par des hémorragies diffuses, intra-alvéolaires, chez les fumeurs quotidiens ou réguliers de cannabis, éventuellement grave, voire fatale après un « bang de cannabis »,, (ce type d'hémoragie, souvent associé à une anémie, est aussi observé chez les consommateurs de cocaïne).
Le vaporisateur permet d'inhaler la vapeur issue des fleurs de chanvre, d'huiles et dans certains cas, de résines en extrayant les principes actifs à chaud sans atteindre la température de combustion de la cellulose. Contrairement à la combustion où “tirer” plus fort va augmenter la température et donc accélérer la combustion, dans le cas de la vaporisation, il faut tirer doucement en longues bouffées pour que l'air chaud puisse se charger en vapeurs. Ce mode de consommation ne détruit pas les molécules contenues dans la plante et permet de savourer tous les aromatiques propres à chaque espèce ce cannabis et permet de bénéficier de l'effet d'entourage.
Le THC étant soluble dans les graisses et l'alcool, il est aussi parfois ingéré, avec alors des effets se manifestant après environ trente minutes, se prolongeant plusieurs heures voire plus, mais pouvant générer anxiété et paranoïa (bad trip) :
- le « beurre de Marrakech » (extraits liposolubles du haschisch ou d'inflorescences de cannabis) se substitue au beurre classique dans les recettes, pour préparer des plats tels que le space cake, la pot pie ou les hash brownies ;
- le cannabis peut également être mis en solution dans du lait (de préférence entier), ce que l'on nomme un bhang ou « lait vert » ;
- le haschich peut être introduit dans du chocolat noir fondu, et utilisé en pâtisserie ou solidifié ;
- le Green Dragon est une boisson alcoolisée à base de cannabis macéré dans de l'alcool (ou une boisson au datura, plante toxique). Le nom vient de la couleur verte de la solution ;
- le cannabis tea (en) (ou thé/tisane au chanvre) est une infusion de chanvre, aux effets variant selon leur concentration en THC, la plus connue étant le thé-chai au cannabis dont les effets apparaissent après environ 2 heures et pourraient perdurer jusqu'à 18-24h selon les individus[réf. nécessaire] ; ce pourquoi elle est plus rarement consommée. Les cannabinoïdes se diluant mal dans l'eau, le chanvre est en général préalablement séché.

La vaporisation (ou sublimation) est une autre méthode d'extraction de THC et d'autres cannabinoïdes, sous forme de vapeur, en chauffant la plante à une température précise, sans la brûler pour ne pas produire les substances toxiques et cancérigènes contenues dans la fumée du cannabis et du tabac en combustion normale (monoxyde de carbone, goudrons, nitrosamines…). La vapeur inhalée a un effet aussi immédiat, et plus fort, que si le cannabis était fumé.
Par rapport au tabac, le cannabis présente 3 différences : « volume des bouffées plus important, inhalation plus profonde, durée de rétention pulmonaire plus importante ». Les habitudes de consommation et leurs effets ont été transformées depuis la diffusion du cannabis dans les années 1970 (et notamment des années 1990 à 2010), car « le taux de THC dans les produits en circulation a été multiplié par 6 en une trentaine d’années, tandis que de nouveaux modes de consommation (pipe à eau, nébuliseurs, huile de cannabis, e-cigarette) assurent une cession décuplée du THC à l’organisme. Le THC se stocke intensément dans les graisses de l’organisme ; de là l’exceptionnelle persistance de ses effets, qui perdurent près d’une semaine et qui après de nombreux joints s’étendent sur plus de 2 mois ».
En 2008, l'Observatoire européen des drogues et des toxicomanies estimait que le cannabis végétal et la résine de cannabis se vendaient en Europe, généralement illégalement, entre 2 et 14 euros le gramme. La plupart des pays européens estimaient ce prix compris entre 4 et 10 euros pour les deux produits.

### Évaluation de la consommation

Pourcentage de la population ayant déjà consommé du cannabis dans l'Union européenne.

En 2008, l'ONU dans son rapport mondial sur les drogues 2008, estimait qu'il y avait 166 millions d'usagers de cannabis, le pays comportant le plus d'utilisateurs restant les États-Unis. Plus de soixante-deux millions d'Européens (plus de 20 % de l'ensemble de la population adulte) ont déjà consommé du cannabis et vingt millions en ont consommé au cours de la dernière année, selon une étude publiée le 25 novembre 2005 par l'Observatoire européen des drogues et des toxicomanies (OEDT).
En France, parmi les adultes âgés de 18 à 64 ans, 33 % déclare avoir déjà consommé du cannabis au cours de leur vie, ce qui représente 13,4 millions de personnes. Le nombre de personnes ayant consommé du cannabis dans l’année est de 3,8 millions (8 % de la population), situant la France parmi les pays d’Europe les plus consommateurs, aux côtés de la République tchèque, du Royaume-Uni, de l’Italie et du Danemark.
Dans son rapport annuel du 1er mars 2006, l'OICS indique que l'Afrique compterait trente-quatre millions d'usagers. Cependant cette évaluation est certainement très loin de la réalité. Il n'existe aucune méthode fiable pour évaluer un marché illégal, ce qui se fait par des extrapolations des drogues saisies ainsi que des évaluations des surfaces cultivées. Il s'agit en revanche de la drogue illégale la plus consommée dans le monde.

### Effets recherchés
D'une manière générale, les effets varient en intensité et en durée, en fonction du mode de consommation, des teneurs respectives en THC et CBD ainsi que du sujet, de son état physique et psychique.
Les effets peuvent durer entre quelques minutes (inhalation) et quelques heures (ingestion). Le Delta 9-tétrahydo-cannabinol (THC) (à la dose de 10mg oralement), principe actif du chanvre indien, le cannabis, a été administré par Pierre Etevenon et collaborateurs chez des sujets volontaires sains au Centre Hospitalier Sainte-Anne. Sur les enregistrements électroencéphalographiques (EEG), des stades successifs de sommeil léger de stade 1 d'endormissement (avec des images hypnagogiques brèves) sont suivis et alternent avec des épisodes de sommeil paradoxal (subjectivement relié à un rêve). Ceci peut entrer en compte dans les effets onirogène, hypnogène, et même hallucinatoire, observés et quantifiés en laboratoire par électroencéphalographie quantitative. Leur durée est tout autant variable.
Généralement :
- euphorie, hilarité, excitation ;
- relaxation, détente, sensation de flottement ;
- facilité d'introspection (disparition de l'inhibition) ;
- association d'idées créatives ;
- sensation d'intelligence, de créativité qui est souvent due à une augmentation de l'ego.
- stimulation de l'appétit (voir Usage médical) ;
- sommeil ;
- perception visuelle ralentie (sensation de voir les évènements se passer plus lentement) ;
- sensation d'extrême plaisir même face à des choses parfois futiles, contemplation constante de l'environnement.

Des doses plus fortes peuvent induire une augmentation de la perception auditive et visuelle (diminution de l'inhibition latente), qui peut engendrer des hallucinations et conduire au bad trip ou au contraire amplifier les sensations durant un spectacle musical ou devant un film, effet souvent recherché.

## Effets indésirables

Dans une enquête de 2011 auprès de 292 experts cliniques en Écosse, le cannabis a été classé dernier pour le préjudice personnel et 18e pour le préjudice causé à la société, sur 19 drogues récréatives courantes. Voir aussi Classification des psychotropes.

Après la consommation, l'usager peut manifester les symptômes suivants :
- tachycardie, hypertension/hypotension ;
- addiction ;
- assèchement buccal (familièrement appelé « la pâteuse » ou « moquette » souvent caractérisée par un blanchiment de la langue) ;
- anxiété ;
- altération de la mémoire immédiate ;
- troubles de la perception du temps (quelques minutes semblent être des heures, ou l'inverse) ;
- des vomissements sont possibles, mais sont surtout provoqués par les produits coupants ou l'angoisse due à la perte de repères. ;
- chez certains consommateurs, une sensation de faim imminente et relativement forte ;
- yeux rouges, mydriase[48] ;
- paranoïa ;
- déclenchement d'une schizophrénie durable ou de troubles psychotiques (chez les sujets vulnérables, les effets hallucinogènes peuvent agir comme facteur précipitant).

### Troubles de la mémoire
La consommation persistante de cannabis est associée à la diminution des fonctions neuropsychologiques et des troubles cognitifs sont plus fréquents chez les utilisateurs réguliers. Le cannabis altère la mémoire immédiate, la concentration, le rappel des souvenirs ou des mots, et peut donc diminuer les capacités d’apprentissage. En l’état des connaissances en 2017, la mémoire, la capacité d'apprentissage et la concentration, ne semblent pas affectées au-delà du temps des effets du cannabis, c'est-à-dire quelques heures. Cette amnésie est multipliée en cas de consommation associée avec de l'alcool. Le cannabis perturbe les processus de mémorisation du cerveau en désorganisant le fonctionnement électrique de l'hippocampe, structure clé du cerveau pour l'activation de la mémoire. Le cannabis aux doses usuellement présentes chez ses consommateurs supprime les oscillations électriques, essentielles dans le processus d'apprentissage et de mémorisation. Les processus cognitifs sont désorganisés. La principale substance active dans le cannabis, le THC, bloque aussi la libération d'un neurotransmetteur important dans l'hippocampe, l'acétylcholine, affectant le fonctionnement électrophysiologique du cerveau. Le cannabis perturbe chez le fœtus la formation des réseaux de neurones dans le développement du cerveau, ce que confirme la proportion très élevée d'enfants ayant un retard mental chez les mères consommatrices. Les troubles cognitifs sont plus importants chez l'adolescent que chez l'adulte, avec des effets irréversibles (dont une perte jusqu'à 8 points de Q.I).

### Troubles psychologiques
L'usage de cannabis peut traduire un mal-être psychique – parfois insoupçonné – pouvant se transformer en paranoïa, crises d'angoisses, sentiment d'oppression. Il existe aussi quelques cas de psychose cannabique aiguë. Au niveau neuro-psychiatrique, la substance peut diminuer l'attention, aggraver ou révéler des troubles psychiques comme n'importe quel psychotrope. Un syndrome amotivationnel (démotivation) peut apparaître, ainsi que : manque d'estime de soi, intempérance, dépression et tendances suicidaires. Il existe une corrélation entre l'usage prolongé du cannabis et la dépression chez certains patients mais il reste difficile de dire si le cannabis produit la dépression ou si la dépression favorise une consommation chronique… Différentes études, à la crédibilité variable, suggèrent des liens entre schizophrénie ou psychose et cannabis.
Selon une étude, il n’y aurait aucune différence sur le plan cérébral entre ceux qui ont régulièrement fumé de la marijuana au cours de leur adolescence et ceux qui n’en ont jamais fait usage. Une autre étude affirme plutôt que les personnes prédestinées à la schizophrénie voient leurs symptômes précipités lorsqu'elles commencent à consommer pendant l'adolescence. La consommation intensive de dérivés concentrés, comme l'huile de haschisch, favorise, particulièrement à l'adolescence, l'apparition des troubles psychotiques. Le cannabis est un produit addictif qui peut conduire à l'addiction avec les conséquences relationnelles, sociales et personnelles que cela entraine.
En 2019, il est établi que fumer du cannabis augmente très significativement le risque de psychose ultérieure.

### Troubles physiques
Des troubles de comportement sont observés chez l'animal de laboratoire qui y est exposé, y compris chez des espèces très éloignées des mammifères comme l'araignée. Le cannabis est un des produits dont les effets ont été testés sur des araignées dès les années 1950. Comme pour d'autres drogues, les araignées qui y sont exposées, même à de faibles doses, ont produit des toiles tout à fait anormales,,. Plus la toxicité du produit est élevée, plus l'araignée laisse de manques dans sa toile.
À long terme, les effets sur l'homme ont tardé à être étudiés spécifiquement, le cannabis étant souvent mélangé au tabac par les fumeurs. Des études cliniques prospectives récentes montrent cependant chez les fumeurs chroniques un risque élevé d'affections durables des voies respiratoires similaires à celles dues au tabac : toux, cancer bronchique, bronchite chronique, emphysème (du fait d'inhalations profondes et prolongées). Par ailleurs, l'inhalation de la combustion de produits de coupe souvent présents dans le haschisch expose l'usager à des risques aussi aléatoires que néfastes. L'herbe a été exceptionnellement coupée à l'eau, au sable voire au verre pilé afin d'alourdir la masse et donc d'augmenter les prix. Une dépendance physique existe, même si elle est moins marquée que pour d'autres produits, probablement du fait de la demi-vie plus longue du THC dans le corps. Il faut également signaler qu'une dépendance physique au tabac, utilisé dans la confection du joint, se manifeste très souvent chez les fumeurs réguliers de cannabis. Cependant, un joint peut également être confectionné uniquement avec la substance. Selon une étude d'une association de consommateurs, fumer trois joints équivaut à fumer un paquet de cigarettes. La fumée de cannabis contient sept fois plus de goudron et de monoxyde de carbone que la fumée du tabac seul,,. Des études cliniques menées en France montrent un risque de cancer du poumon nettement plus élevé chez les fumeurs réguliers de cannabis comparé à ceux de tabac, ce cancer apparaissant aussi 15 ans plus tôt en moyenne chez eux.
La consommation à l'aide d'une pipe à eau augmente très fortement l'inhalation de produits toxiques.

### Syndrome cannabinoïde
Le syndrome cannabinoïde (ou hyperémèse cannabique, ou syndrome d'hyperémèse cannabinoïde en traduction de l'anglais : cannabinoid hyperemesis syndrome) se définit chez les consommateurs chroniques de cannabis par des épisodes récurrents de douleurs abdominales, nausées et vomissements. Les symptômes sont améliorés par des douches et bains compulsifs d'eau chaude. Le traitement définitif reste le sevrage.
La première description a été faite en 2004 en Australie par Allen et al.. En 2009, aux États-Unis, Sontineni et al. ont proposé des critères cliniques de diagnostic, confirmés en 2012 par une revue de la littérature menée par Simonetto et al. portant sur 98 sujets. En 2013, Fabries et al. ont rapporté une série française à Marseille.

#### Critères pour le diagnostic de syndrome cannabinoïde
Des critères diagnostiques ont été proposés :
| Essentiel | Consommation chronique de cannabis |
| Majeurs   | Nausées et vomissements récurrents Guérison des symptômes à l'arrêt de la consommation de cannabis Amélioration des symptômes par des douches et bains d'eau chaude Douleurs abdominales, épigastriques ou péri-ombilicales intenses Utilisation hebdomadaire de cannabis |
| Mineurs   | Normalité des examens biologiques, radiographiques et endoscopiques Âge inférieur à 50 ans Amaigrissement supérieur à 5 kg Prédominance matinale des symptômes Absence de troubles du transit                                                                             |

### Conception et reproduction
La consommation régulière de cannabis chez l'homme, contribue à de nombreux facteurs comme une baisse de la fertilité (délétion de la spermatogenèse), et un doublement du risque de développer un cancer des testicules (y compris en usage thérapeutique). De plus, ces tumeurs sont de type non-séminomateuses, et donc relativement résistantes à la radiothérapie, ce qui implique une chimiothérapie. Le mécanisme d'induction du cancer implique probablement les cannabinoïdes du cannabis qui interfèrent avec ceux produits par le corps humain, normalement en faible quantité et à l'occasion de certaines stimulations, notamment lors de la fécondation, permettant l'activation des spermatozoïdes. L'« hyper activation » induite par la consommation de cannabis semble entraîner une infertilité, mais aussi un développement anormal des cellules reproductrices qui pourrait être à l'origine de ce doublement du risque de cancer du testicule (Le cancer des testicules est devenu le premier cancer chez l'Homme entre 15 et 45 ans (avec environ 10 % de mortalité).
Durant la grossesse, la consommation de cannabis risque d'entraver l'activité cérébrale du fœtus, retardant le développement du cerveau in utero,. La tératogénicité de la consommation de cannabis durant la grossesse semble cliniquement non significative. Cependant, après une exposition in utero au cannabis, des atteintes cognitives (déficits de l’attention, Hyperactivité, perturbation de certains tests cognitifs) et de certaines fonctions d’exécution pendant les années d'enfance ont été observées, avant tout sur l'attention et les tests d'hypothèses par voie visuelle,.

### Sécurité routière
Les études concernant la conduite automobile ont des résultats hétérogènes. Une méta-étude conclut à une augmentation du risque d'accident de la route, et un doublement du risque d'accident mortel.
La conduite sous l’emprise du cannabis double le risque d’être responsable d’un accident mortel.
Le doublement du risque est dû aux effets du cannabis : baisse de la vigilance, mauvaise coordination, allongement du temps de réaction et diminution des facultés visuelles et auditives.
Le cocktail cannabis/alcool multiplie par 29 le risque de causer un accident mortel.
Aux États-Unis, pendant l'épidémie de covid-19 il a été observé dans les accidents que les cannabinoïdes sont présents chez 31,2% des usagers, et en particulier chez 32,7% des conducteurs et 31,0% des piétons. Sur cette période, les cannabinoïdes sont plus présents que l'alcool. En réalité, 64,7% des conducteurs étaient positifs à au moins une drogue.

### Autres effets
Fumer du cannabis peut être un facteur de risque de la maladie parodontale (maladie du tissu soutien des dents) qui est indépendant de l'utilisation du tabac.

## Usage médical
Dans les nombreux pays où il est autorisé comme agent thérapeutique, le cannabis médical est employé dans une très grande variété de maladies et de pathologies, incluant nausées et vomissements, anorexie et cachexie, spasmes, troubles du mouvement, douleurs, glaucome, diarrhées, épilepsie, asthme, dépendance et état de manque, symptômes psychiatriques, maladies auto-immunes et inflammations et insomnies même si ces effets thérapeutiques n'ont pu être validés sur le plan médical. En 2017, un rapport des Académies américaines des sciences, d'ingénierie et de médecine concluait, après revue approfondie des essais cliniques sur le sujet, qu'un bénéfice thérapeutique du cannabis et des cannabinoïdes ne semblait ressortir que pour le traitement des douleurs chroniques, des spasmes musculaires dans la sclérose en plaques et les nausées liées aux chimiothérapies. Cet usage thérapeutique s'accompagne d'effets indésirables gênants précise aussi la revue médicale Prescrire.
Une étude menée au Colorado entre 2005 et 2011 montre une augmentation des intoxications accidentelles au cannabis chez les enfants de douze ans et moins à partir de 2009, date de la légalisation du cannabis à usage médical dans cet État.
En 2015, l'ANSM relève une augmentation des signalements d’intoxications pédiatriques au cannabis par ingestion accidentelle en France depuis 2014,. En 2016, le BEH fait le même constat sur la région Paca entre 2009 et 2014.
La consommation accidentelle concerne également les animaux domestiques.

## Législation

Législation sur le cannabis en Europe (2011).

Étant donné sa rapidité de développement, ses nombreuses applications et la qualité de ses fibres, sa culture concurrencerait plusieurs secteurs industriels, c'est pourquoi le chanvre a été intégré à la convention unique sur les stupéfiants de 1961. La détention, le commerce, la promotion et la consommation de marijuana sont interdits dans la majorité des pays du monde au cours du XXe siècle : la convention unique sur les stupéfiants de 1961 proscrivant la culture du chanvre dans tous les pays signataires est indéniablement une retombée du Marihuana Tax Act de 1937 aux États-Unis. Néanmoins, les raisons historiques de cette interdiction semblent avoir été différentes de part et d'autre de l'Atlantique (bien que l'influence des prohibitionnistes américains semble déterminante). Depuis les années 2000, certains pays ont commencé à distinguer l'usage médical du cannabis de sa consommation récréative, comme c'est déjà le cas pour les autres substances psychotropes, en particulier les opiacés.
Le 17 octobre 2018, le Canada légalise, à partir de 18 ans le cannabis acheté dans les magasins spécialisés autorisés dans la vente de ces produits. Le 1er janvier 2020, le Québec repousse l’âge légal d’en consommer à 21 ans.
La distinction entre usage médical et usage récréatif se fait dans deux pays : les États-Unis et les Pays-Bas. Aux États-Unis, le choix a été fait de tolérer la distribution de cannabis médical par l'intermédiaire de Centres de Compassion. Le patient doit au préalable être admis sur contrôle de sa maladie par le Centre Compassion. Le patient peut ensuite librement choisir la posologie et la qualité des produits mis à sa disposition pour se soigner. Néanmoins, la situation aux États-Unis reste controversée; une récente décision au niveau fédéral a contredit la politique de tolérance[réf. nécessaire]. Par le référendum du 4 novembre 2008, le Massachusetts a dépénalisé la marijuana et le Michigan en a autorisé une utilisation médicale. Aux Pays-Bas, la situation est différente. Le ministère de la Santé a depuis 2005 mis sur le marché trois qualités de cannabis médical, contenant des teneurs de tétrahydrocannabinol (THC) standardisées allant de 6 % à 18 %, et des teneurs en cannabidiol non psychoactif (CBD) allant jusqu'à 7,5 %. Ces médicaments, présentés sous forme naturelle, sont produits par la société Bedrocan et distribués en pharmacie sur prescription médicale.
La culture, la possession pour usage privé et la distribution sont généralement réglementées. Les lois varient néanmoins d'un pays à l'autre. En France, le commerce de marijuana est un délit puni de fortes amendes et de peines de prison. Dans de nombreux pays, la police exerce un pouvoir discrétionnaire, mettant en garde les usagers ou confisquant le cannabis, même en petites quantités, à usages privé ou médical.

## Dépistage de la consommation
La référence est constituée par le dosage de delta-9-tetrahydrocannabinol dans le système sanguin. Le dépistage de cette substance dans la salive est possible et largement utilisé, en particulier par des contrôles policiers au bord de la route dans certains pays, comme l'Australie ou certains états des États-Unis. Il n'existe pas de taux limite « légal » même si quelques experts estiment que le risque accidentogène est réduit en dessous d'un certain seuil.